# Singlish
Singlish é uma língua crioula de base inglesa, falada por 6 milhões de pessoas, em Singapura. Apresenta muitas semelhanças com o manglês, falado na Malásia. Seu vocabulário é formado por vários dialetos e línguas chinesas (mandarim, hokkien, cantonês, hainanês e outros) e também pelo malaio. 
O Singlish se originou na Singapura Colonial no século XIX e na época poucas crianças iam para a escola, e a maioria não era educada inglês.Na época,como língua franca era falado um pidgin de origem malaia chamado “Baazar Malaio”,e ainda pode ser encontrados falantes idosos. Os falantes de inglês eram geralmente europeus e eurasianos, mas também havia os judeus,indianos e pessoas do sul chinês que tinha ancestrais de longa residência na região e falava uma variedade da língua malaia, chamado “baba malaio” que foram influenciados pelos hokkien e pelos baazares malaios.O fato de todas essas crianças conhecerem o malaio provavelmente influenciaram o Singlish ter tantos “empréstimos” do malaio.

## Fonologia
A pronúncia do Singlish, embora construída com base no inglês britânico, é fortemente influenciada pelas pronúncias malaia, hokkien e cantonesa. Existem variações dentro do Singlish, tanto geográfica quanto etnicamente. Chineses, malaios nativos, indianos, eurasianos e outros grupos étnicos em Singapura têm sotaques distintos, e o sotaque depende de fatores como a formalidade do contexto  e o domínio da linguagem do falante.

### Consoantes
As consoantes em Singlish são dadas abaixo:
|                   |                | Labial | Dental | Alveolar | Pós-alveolar | Palatal | Velar | Glotal |
| ----------------- | -------------- | ------ | ------ | -------- | ------------ | ------- | ----- | ------ |
| Nasal Oclusiva    | Nasal Oclusiva | m      |        | n        |              |         | ŋ     |        |
| Plosiva/ Africada | surda          | p      |        | t        | tʃ           |         | k     |        |
| Plosiva/ Africada | sonora         | b      |        | d        | dʒ           |         | ɡ     |        |
| Fricativa         | surda          | f      | (θ)    | s        | ʃ            |         |       | h      |
| Fricativa         | sonora         | v      | (ð)    | z        | ʒ            |         |       |        |
| Aproximante       | Aproximante    |        |        | l        | r            | j       | w     |        |

- As Dentais fricativas  / θ / e  / ð / se fundem com {{IPA | / t /} } e  / d /, de modo que tree = árvore e então = than.[6] Na posição final da sílaba, -th é pronunciado como -f  / f /, então com e nascimento são pronunciados weeff' ' / wif / e bəff' ' / bəf / respectivamente. <a influência de''' com ''',''' sem '''é frequentemente pronunciado com {{IPA | / v /}} no lugar de {{IPA | / ð /}}: {{IPA | / wivaut /}}. As fricativas dentais ocorrem na fala acroletal, embora mesmo entre falantes instruídos haja alguma variação
* As oclusivas surdas {{IPA | / p /}}, {{IPA | / t /}} e {{IPA | / k /}} às vezes não são aspiradas /> especialmente entre os malaios (Aspiração) se refere a uma forte baforada de ar que pode acompanhar a liberação dessas consoantes oclusivas. O efeito acústico disso é que a pronúncia em singlês de p em, tin e come soam mais parecidos com bat, din e gum do que em outras variedades do inglês.
- Embora possa se acredite que a distinção entre  / l / e  / r / não seja estável no nível basiletal, como o refrão frequentemente repetido da personalidade da TV Phua Chu Kang para "' 'Use seu blain!' '"(Use seu cérebro) e"' Não reze, ore! '"(Não brinque, ou seja, não brinque) podem parecer indicar. É mais uma piada autodepreciativa e autoconsciente, como "morto". Pode-se notar, no entanto, que ambos os exemplos envolvem encontros consonantais iniciais ( / bl / e  / pl / respectivamente) e fusão de  / l / e  / r / é encontrado com menos frequência quando eles não fazem parte de um cluster.
- / l / no final de uma sílaba, pronunciado como um velarizado "Velarized alveolar lateral approximant | dark l" no inglês britânico ou americano, é frequentemente tão velarizado no singlish que se aproxima do meio das costas vogal não arredondada  ɤ, por exemplo venda  seɤ.  / l / também tende a se perder após as vogais posteriores  / ɔ /,  / o /,  / u /, e para alguns falantes basilectais, a vogal central  / ə /. Portanto pall = paw  / pɔ /, roll = row  / ro / , ferramenta = dois  / tu /, e para alguns, pérola = por  / pə / [7]
- As consoantes silábicas nunca ocorrem. Portanto, levado  tekən e batalha  bɛtəɤ, nunca  tekn̩ ou  bɛtl̩. Quando o  / l / final é vocalizado, pouco e ninhada podem ser homófonos. [8]
- ʔ, a oclusiva glótica, é inserida no início de todas as palavras que começam com uma vogal, semelhante à pronúncia do alemão. Como resultado, as consoantes finais não experimentam ligação, ou seja, correm para a próxima palavra. Por exemplo, "ficar sem ovos" seria mais ou menos "correr - n fora - t o - v ovos" na maioria dos dialetos do inglês (por exemplo  rʌn‿aʊɾ‿əv‿ɛɡz em General American), mas "esgotar 'os' ovos" (por exemplo,  ran ʔau ʔɔf ʔeks) em Singlish. Isso contribui para o que alguns descreveram como o 'efeito staccato' do inglês de Singapura
- ʔ substitui consoantes plosivas finais de sílabas na fala de regular a acelerada, especialmente Oclusivas: Goodwood Park torna-se Gu'-wu' Pa  ' / ɡuʔ wuʔ paʔ /, e pode haver uma oclusiva glotal no final de palavras como voltar e fora . Como no Camboja, onde um 'g' final se torna um 'k'; 'ruim' torna-se 'morcego' com um 't' não aspirado
- Na posição final, a distinção entre sonora e surda soa nula ou seja.  / s / &  / z /,  / t / &  / d /, etc. é geralmente não mantida (dessonorização da obstruinte final). Como resultado, cessar = apreender  / sis / e corrida = aumentar  / res /.[9] Isso leva a algumas fusões de pares substantivo / verbo, como crença com acreditar  / bilif /
- Os encontros consonantais finais simplificam, especialmente na fala rápida. Em geral, as plosivas, especialmente  / t / e  / d /, são perdidas se vierem após outra consoante: dobrada= Ben  / bɛn /, tato = tack  / tɛk /, aninhar = Ness  / nɛs /.  / s / também é comumente perdido no final de um encontro consonantal: relax = relac  / rilɛk /.

Monotongos
|         | Anterior | Anterior | Central | Central | Posterior | Posterior |
| suave   | tensa    | suave    | tensa   | suave   | tensa     |           |
| ------- | -------- | -------- | ------- | ------- | --------- | --------- |
| Fechada | (ɪ)      | i        |         |         | (ʊ)       | u         |
| Medial  |          | e        | ə       | ə       |           | o         |
| Aberta  |          | ɛ        |         | a       |           | ɔ         |

Ditongos
| ai | au | ɔi | iə | uə |

Comparação de vogais entre o sistema diafonêmico singlish e inglês.
| Fonema Singlish    | transcrição iafonêmica usada na Wikipedia | as in   |
| ------------------ | ----------------------------------------- | ------- |
| /i/                | /iː/                                      | meet    |
| /i/                | /ɪ/                                       | pit     |
| /e/                | /eɪ/                                      | day     |
| /e, ɛ/             | /ɛ/ (antes de sonora fonêmica)            | leg     |
| /ɛ/                | /ɛ/                                       | set     |
| /ɛ/                | /ɛər/                                     | hair    |
| /ɛ/                | /æ/                                       | map     |
| /a/                | (trap-bath split)                         | pass    |
| /a/                | /ɑː/                                      | father  |
| /a/                | /ɑːr/                                     | car     |
| /a/                | /ʌ/                                       | bus     |
| /ɔ/                | /ɒ/                                       | mock    |
| /ɔ/                | /ɔː/                                      | thought |
| /ɔ/                | /ɔːr/                                     | court   |
| /o/                | /oʊ/                                      | low     |
| /u/                | /uː/                                      | food    |
| /u/                | /ʊ/                                       | put     |
| /ə/ – ver a seguir | /ɜːr/                                     | bird    |
| /ə/ – ver a seguir | /ə/                                       | idea    |
| /ə/ – ver a seguir | /ər/                                      | better  |
| /ai/               | /aɪ/                                      | my      |
| /a/                | /aɪ/ (antes de /l/)                       | mile    |
| /au/               | /aʊ/                                      | mouth   |
| /ɔi/               | /ɔɪ/                                      | boy     |
| /iə/               | /ɪər/                                     | here    |
| /uə/               | /ʊər/                                     | tour    |
| /ɔ/                | /ʊər/ (depois de /j/)                     | cure    |
| /ai.ə/             | /aɪər/                                    | fire    |
| /au.ə/             | /aʊər/                                    | power   |

### Vogais
Em termos gerais, há um mapeamento um-para-muitos de fonemas vocálicos singlish para fonemas vocálicos de pronúncia britânica, com algumas exceções (como discutido abaixo, com relação a ovo e peg). O seguinte descreve um sistema típico Geralmente não há distinção entre os monotongos frontais não fechados, então pet e pat são pronunciados da mesma forma  / pɛt /.
No nível acroletal, os fonemas vocálicos mesclados são distinguidos até certo ponto. Esses falantes podem fazer uma distinção entre as vogais tensas  / i, u / ( FLEECE, GOOSE) e as vogais relaxadas  / ɪ, ʊ / ( KIT, FOOT) respectivamente. Alguns falantes introduzem elementos do inglês americano, como r pré-consonantal (pronunciando o "r" em bi r d, po r t, etc. Isso é causado pela popularidade da TV americana programação. As estimativas atuais são de que cerca de 20 por cento dos alunos de graduação às vezes usam este R pré-consonantal ao estilo americano ao ler uma passagem.
Vogais
- / ɛ / permanece  / ɛ / em Singlish, exceto quando seguido por uma sonora plosiva (/ b /, / d / ou / g /), caso em que torna-se  / e / entre alguns alto-falantes. No entanto, isso não é totalmente previsível, pois ovo tem uma vogal fechada (por isso rima com vago) enquanto peg tem uma vogal aberta (e rima com marcação); e da mesma forma para a maioria dos falantes cama tem uma vogal fechada (por isso rima com feito), enquanto alimentado tem uma vogal mais aberta (a mesma vogal de  ruim Qual vogal ocorre em cada palavra, portanto, parece não ser previsível nesses casos.
- / ai / permanece  / ai / em Singlish, exceto quando seguido por / l /, neste caso é o monotongo  / a /.
- Exemplos de palavras têm pronúncias idiossincráticas: farinha  / fla / (esperado:  /flau.ə/ = flor e  seu  / dja / (esperado:  / dɛ / = lá ). Farinha / flor e seu / há, portanto, não são homófonos em Singlish. também se aplica a Manglish.
- Em geral, as vogais Singlish são tensas não há vogais relaxadas (que RP tem em pit, put, e assim por diante).
- As vogais em palavras como dia / de / e baixo / lo / são pronunciadas com menos glide do que os ditongos comparáveis em RP, então podem ser consideradas monotongas ou seja vogais sem deslizamento
- Onde outras variedades do inglês têm um  / ə / átono, ou seja, uma vogal reduzida, o singlês tende a usar a vogal completa com base na ortografia. Isso pode ser visto em palavras como a ccept  / ɛksɛp /, e xample  / ɛ (k) sampəl /, purch  a se  / pətʃes /, maint e nance  / mentɛnəns /, pr e s e  ntation  / prisɛnteʃən /, e assim por diante. No entanto, isso não significa que a vogal reduzida  / ə / nunca ocorra, pois sobre e novamente têm  / ə / em seus primeira sílaba. Parece que a letra 'a' é frequentemente pronunciada  / ə /, mas a letra 'o' geralmente tem uma qualidade de vogal completa, especialmente no prefixo con (controle ,considerar, etc. Há uma tendência maior de usar uma vogal completa em uma sílaba fechada com uma consoante final, então uma vogal completa é muito mais provável no início de ab sorb  / ɛbzɔb / do que a fford {{IPA | / əfɔd
- Em empréstimos de Min Nan (Hokkien) que contêm vogais nasais, a nasalização é frequentemente mantida um exemplo proeminente sendo o modo gramatical | humor Partícula gramatical | partícula hor, pronunciada Predefinição:IPA- nan.

### Tom
Singlish é semitonal porque palavras de línguas siníticas | A origem sinítica geralmente mantém seus tons originais em Singlish. Por outro lado, palavras originais em inglês, bem como palavras de origem malaia e tamil, não são tonais.

### Prosódia
Uma das características mais proeminentes e perceptíveis do Singlish é seu padrão de entonação único, que é bastante diferente das variedades não crioulas do inglês:
- Singlish é  sincronizado por sílaba em comparação com a maioria das variedades de inglês, que geralmente são sincronizadas com a tonicidade. Isso, por sua vez, dá ao singlish uma sensação de “staccato”.
- Há uma tendência de usar um tom de ascensão-queda para indicar ênfase especial. Um tom de ascensão-queda pode ocorrer com bastante frequência na palavra final de um enunciado, por exemplo, na palavra ciclo em "Eu tentarei ir ao parque para pedalar" sem carregar nenhum dos significados sugestivos associados a um tom de ascensão-queda no inglês britânico. Na verdade, um tom de ascensão-queda pode ser encontrado em até 21% das declarativas, e esse uso do tom pode transmitir uma forte sensação de aprovação ou desaprovação
- Há uma falta de redução do sotaque que é encontrada na maioria dos dialetos do inglês (por exemplo, britânico e americano), então as informações que são repetidas ou previsíveis ainda recebem destaque total
- Muitas vezes há um 'reforço inicial' no início de um enunciado, então um enunciado como "Acho que são revistas muito legais e interessantes" pode ter um tom muito alto ocorrendo na palavra pensar.[13]

[Ficheiro: Coxford Singlish Dictionary.jpg | thumb | 150px | right |  Coxford Singlish Dictionary , um livro publicado sobre Singlish]
- Pode haver maior movimento nas sílabas individuais em Singlish do que em outras variedades de Inglês. Isso faz com que o singlish soe como se tivesse os tons do chinês, especialmente quando os falantes às vezes mantêm os tons originais de palavras que são emprestados do chinês para o singlish.
- As Dentais fricativas dentais  / θ / e  / ð / se fundem com  / t / e  / d /, de modo que três = árvore e então = den

No geral, as diferenças entre as diferentes comunidades étnicas em Singapura são mais evidentes nos padrões de entonação, então, por exemplo, os malaios de Singapura costumam ter a excursão de tom principal mais tarde em um enunciado do que os etnicamente chineses e indianos de Singapura.
Geralmente, acredita-se que esses padrões de pronúncia aumentem a clareza das comunicações em singlês entre falantes de nível pidgin em ambientes frequentemente barulhentos, e esses recursos foram mantidos na creolização.